# Wieland Schmidt
Wieland Schmidt, född 23 december 1953 i Magdeburg, Östtyskland, är en tysk handbollstränare och tidigare östtysk handbollsmålvakt. Han spelade 276 landskamper för Östtysklands landslag och vann bland annat OS-guld 1980 i Moskva samt VM-silver 1974 och två VM-brons (1978 och 1986).
Under 1970- och 1980-talen ansågs Schmidt vara en av världens bästa handbollsmålvakter.

## Klubbar som spelare
- SC Magdeburg (1972–1989)
- SG Hameln (1989–1992)
- GWD Minden (1992–1993)

## Meriter i urval
Klubblag
- Europacupmästare (nuvarande Champions League) två gånger (1978 och 1981) med SC Magdeburg
- Östtysk mästare åtta gånger (1977, 1980, 1981, 1982, 1983, 1984, 1985 och 1988) med SC Magdeburg

Landslag
- VM 1974 i Östtyskland: Silver
- VM 1978 i Danmark: Brons
- OS 1980 i Moskva: Guld
- VM 1982 i Västtyskland: 6:a
- VM 1986 i Schweiz: Brons
- OS 1988 i Seoul: 7:a